# Volpajola
Volpajola (korziško A Vulpaiola) je naselje in občina v francoskem departmaju Haute-Corse regije - otoka Korzika. Leta 1999 je naselje imelo 366 prebivalcev.

## Geografija
Kraj leži v severnem delu otoka Korzike 33 km južno od središča Bastie.

## Uprava
Občina Volpajola skupaj s sosednjimi občinami Bigorno, Campile, Campitello, Canavaggia, Crocicchia, Lento, Monte, Olmo, Ortiporio, Penta-Acquatella, Prunelli-di-Casacconi in Scolca sestavlja kanton Alto-di-Casaconi s sedežem v Campitellu. Kanton je sestavni del okrožja Corte.

## Zanimivosti
- župnijska baročna cerkev Marijinega oznanenja iz 16. stoletja;